# Two of a Kind (1983)
Two of a Kind is een Amerikaanse romantische komedie uit 1983 met in de hoofdrol John Travolta en Olivia Newton John.

## Plot
God wil de aarde vernietigen maar een groep engelen maken een afspraak.  Als ze twee goede mensen vinden dan spaart hij de aarde.

## Ontvangst
De recensies voor de film waren heel erg slecht en verloor veel geld in de bioscopen.
De film was genomineerd voor vier  Razzies maar won er geen.

## Rolverdeling
| Acteur             | Personage        |
| ------------------ | ---------------- |
| John Travolta      | Zack Melon       |
| Olivia Newton-John | Debbie Wylder    |
| Charles Durning    | Charlie          |
| Oliver Reed        | Beasley          |
| Beatrice Straight  | Ruth             |
| Scatman Crothers   | Earl             |
| Richard Bright     | Stuart           |
| Toni Kalem         | Terri            |
| Ernie Hudson       | Detective Skaggs |
| Jack Kehoe         | Mr. Chotiner     |
| Robert Costanzo    | Captain Cinzari  |
| Castulo Guerra     | Gonzales         |
| Gene Hackman       | God              |